# Panicum subflabellatum
Panicum subflabellatum är en gräsart som beskrevs av Otto Stapf. Panicum subflabellatum ingår i släktet vipphirser, och familjen gräs. Inga underarter finns listade i Catalogue of Life.